# Dunfermline Athletic
Dunfermline Athletic (offiziell: Dunfermline Athletic Football Club) – auch bekannt als The Pars – ist ein schottischer Fußballverein aus Dunfermline, der zweitgrößten Stadt im ehemaligen Kohlerevier Fife. Der Club trägt seine Spiele im KDM Group East End Park aus und spielt gegenwärtig in der zweiten schottischen Liga Scottish Championship.

## Geschichte
Ab dem Jahre 1874 spielten einige Spieler vom Dunfermline Cricket Club regelmäßig im Winter Fußball, um sich dadurch fit zu halten. Knapp zehn Jahre später wurde daraus eine eigene Abteilung und diese vom Cricketverein abgespalten. Es entstand der Dunfermline Athletic Football Club, der noch heute seinen ursprünglichen Vereinsnamen trägt. 1909 wurde die Central Football League gegründet, jene der Verein 1911 und 1912 gewann.
In den 1960er Jahren feierte Dunfermline große Erfolge, insbesondere die Gewinne des Scottish FA Cup in den Jahren 1961 und 1968. Begünstigt dadurch konnte der Verein auch auf internationaler Ebene auf sich aufmerksam machen. Im Europapokal der Pokalsieger 1968/69 schaffte man den Einzug ins Halbfinale und schied dort gegen den späteren Gewinner Slovan Bratislava aus der Tschechoslowakei aus. Als Gründungsvater für den damaligen Erfolg der Mannschaft galt die Trainerlegende Jock Stein.
Ab der Saison 2000/01 spielte Dunfermline wieder in der höchsten Spielklasse, der Scottish Premier League. Nach sieben Spielzeiten in der ersten Liga stieg der Verein in der Saison 2006/07 in die zweite Liga ab. Wesentlich erfolgreicher war dagegen das Auftreten im Scottish FA Cup, wo man erst im Finale gegen Celtic Glasgow verlor. Da Celtic aber bereits für internationale Spiele qualifiziert war, nahm Dunfermline als Zweitligist am UEFA-Pokal 2007/08 teil. Dort schied der Verein jedoch bereits in der zweiten Qualifikationsrunde gegen den schwedischen Vertreter BK Häcken aus. Seit dem 4. Dezember 2007 ist der Schotte Jim McIntyre Trainer des Vereins.
Als Trainer führte er die Pars erst zum 5. Platz und im Jahr darauf auf Position drei in der First Division. In der Saison 2010/11 stieg Dunfermline in die SPL auf um in der nächsten Saison direkt wieder abzusteigen. Anfang 2013 musste der Club Insolvenz anmelden und aus finanziellen Gründen mehrere der besten Spieler abgeben. Diese Schwächung konnte der Verein nicht auffangen und stieg, über die Relegationsspiele, am Ende der Saison 2012/13 in die neugegründete dritte Liga, die Scottish League One, ab. Im Oktober 2013 übernahm, nach Abschluss des Insolvenzverfahrens, die Fangruppierung „Pars United“ die Vereinsführung.

## Kader Saison 2025/26
(Stand: 16. August 2025)
| Nr. |            | Position | Name                     |
| --- | ---------- | -------- | ------------------------ |
| 1   | Turkei     | TW       | Deniz Mehmet             |
| 2   | Schottland | AB       | Jeremiah Chilokoa-Mullen |
| 3   | Malawi     | AB       | Kieran Ngwenya           |
| 4   | Schottland | AB       | Kyle Benedictus          |
| 5   | Schottland | MF       | Chris Hamilton           |
| 6   | Schottland | AB       | Ewan Otoo                |
| 7   | England    | MF       | Kane Ritchie-Hosler      |
| 8   | Schottland | MF       | Charlie Gilmour          |
| 10  | Schottland | MF       | Matty Todd               |
| 11  | Nordirland | AB       | Shea Kearney             |
| 14  | Mosambik   | MF       | Alfons Amade             |
| 15  | Schottland | AB       | Sam Fisher               |
| 16  | Schottland | MF       | Rory MacLeod             |

| Nr. |            | Position | Name                 |
| --- | ---------- | -------- | -------------------- |
| 17  | Schottland | ST       | Connor Young         |
| 20  | Schottland | ST       | Chris Kane           |
| 22  | Schottland | MF       | Keith Bray           |
| 23  | Schottland | AB       | Alasdair Davidson    |
| 25  | Schottland | AB       | Sam Young            |
| 26  | Schottland | MF       | Andrew Tod           |
| 31  | Schottland | AB       | John Tod             |
| 33  | Schottland | MF       | Josh Cooper          |
| 35  | England    | MF       | Tashan Oakley-Boothe |
| 40  | England    | TW       | Billy Terrell        |
| 54  | Nordirland | TW       | Mason Munn           |
|     | Schottland | AB       | Robbie Fraser        |
|     | Peru       | ST       | Jefferson Cáceres    |

### Verliehene Spieler
| Nr. |            | Position | Name              |
| --- | ---------- | -------- | ----------------- |
| 24  | Schottland | ST       | Taylor Sutherland |
| 28  | Schottland | MF       | Ewan McLeod       |

| Nr. |            | Position | Name            |
| --- | ---------- | -------- | --------------- |
| 29  | Schottland | ST       | Jake Sutherland |

## Erfolge
- Schottische Fußballmeisterschaft
  - Dritter: 1965, 1969
- Schottischer Pokal
  - Sieger: 1961, 1968
  - Finalist: 1965, 2004, 2007
- Schottischer Ligapokal
  - Finalist: 1950, 1992, 2006
- Scottish Division Two/Scottish First Division
  - Meister: 1926, 1989, 1996, 2011
- Scottish Second Division/Scottish League One
  - Meister: 1986, 2016
- Europapokal der Pokalsieger
  - Halbfinale: 1968/69
- UEFA-Pokal
  - Viertelfinale: 1965/66

## Spieler und Trainer

### Trainerchronik
- William Knight (1922–1925)
- Sandy Paterson (1925–1930)
- William Knight (1930–1936)
- David Taylor (1936–1938)
- Peter Wilson (1938–1939)
- Sandy Archibald (1939–1946)
- William McAndrew (1947)
- Bobby Calder (1947–1948)
- Sandy Terris (1948–1949)
- Webber Lees (1949–1951)
- Tom Younger (1951–1952)
- Bobby Ancell (1952–1955)
- Andy Dickson (1955–1960)
- Jock Stein (1960–1964)
- Willie Cunningham (1964–1967)
- George Farm (1967–1970)
- Andy Stevenson (1970)
- George Miller (1972–1975)
- Jimmy Thomson (1975)
- Harry Melrose (1975–1980)
- Pat Stanton (1980–1982)
- Jimmy Thomson (1982)
- Tom Forsyth (1982–1983)
- Jim Leishman (1983–1990)
- Iain Munro (1990–1991)
- Jocky Scott (1991–1993)
- Bert Paton (1993–1999)
- Dick Campbell (1999)
- Jimmy Nicholl (1999)
- Jimmy Calderwood (1999–2004)
- David Hay (2004–2005)
- Jim Leishman (2005–2006)
- Stephen Kenny (2006–2007)
- Jim McIntyre (2008–2012)
- Jim Jefferies (2012–2014)
- John Potter (2014–2015)
- Allan Johnston (2015–2019)
- Stevie Crawford (2019–2021)
- Peter Grant (2021)
- Greg Shields &  Steven Whittaker (2021)
- John Hughes (2021–2022)
- James McPake (2022–2024)
- Michael Tidser (2025)
- Neil Lennon (seit 2025)

### Bekannte Spieler
- Souleymane Bamba
- Bernard Bonner
- Rhys Breen
- Craig Brewster
- Joe Chalmers
- Nicky Clark
- Tomas Danilevičius
- Alex Ferguson
- Adam Hammill
- Allan McGregor
- Jackie McNamara
- Allan Moore
- David Moyes
- Andrius Skerla

## Lieder
Wie jeder Fußballverein, haben auch die Pars ihre Hymen und Vereinslieder. Am bekanntesten sind „Into the Valley“ der ehemaligen lokalen Punkband „The Skids“, das bei Heimbegegnungen vor dem Anpfiff gespielt wird, sowie die „Bluebell Polka“ von Jimmy Shand, die immer nach dem Abpfiff angestimmt wird.

## Rivalitäten
Die traditionell größten Rivalitäten von Dunfermline Athletic bestehen zu den Nachbarn Raith Rovers („Fife Derby“) und zu Falkirk, dass auf der anderen Seite des Flusses Forth liegt. Weitere Rivalitäten bestehen zu den ebenfalls aus Fife stammenden Vereinen Cowdenbeath und East Fife.